# Champigné
Champigné is een plaats en voormalige gemeente in het Franse departement Maine-et-Loire in de regio Pays de la Loire en telt 259 inwoners (1999). De plaats maakt deel uit van het arrondissement Segré.

## Geschiedenis
Champigné maakt sinds 22 maart 2015 deel uit van het kanton Tiercé toen het kanton Châteauneuf-sur-Sarthe, waar de gemeente daarvoor onder viel, werd opgeheven. Op 15 december 2015 werd de gemeente opgeheven en opgenomen in de op die dag gevormde commune nouvelle Les Hauts d'Anjou. Champigné was de hoofdplaats van deze gemeente tot op 1 januari 2019 Châteauneuf-sur-Sarthe werd opgenomen en deze rol overnam.

## Geografie
De oppervlakte van Champigné bedraagt 22,8 km², de bevolkingsdichtheid is 65,8 inwoners per km².
De onderstaande kaart toont de ligging van Champigné met de belangrijkste infrastructuur en aangrenzende gemeenten.

## Demografie
Onderstaande figuur toont het verloop van het inwonertal.
Brissarthe · Champigné · Châteauneuf-sur-Sarthe · Contigné · Cherré · Marigné · Querré · Sœurdres